# فهرست فرودگاه‌های مریلند
این فهرست شامل فهرست فرودگاه‌های مریلند است که براساس گروه، نوع و مکان آن‌ها مرتب شده‌اند. مریلند یکی از ایالات آمریکا است.

## فرودگاه‌ها
این فهرست شامل اطلاعات زیر می‌باشد:
- شهر خدمت‌رسانی -  شهری که عموماً به فرودگاه نسبت داده می‌شود و به آن نام در اداره هوانوردی فدرال ثبت شده‌است. این شهر همیشه مکان واقعی فرودگاه نیست چراکه برخی از این فرودگاه‌ها در شهرک‌هایی خارج از شهر اصلی خدمت‌رسانی  خود واقع شده‌اند. این فهرست، همهٔ شهرهای سرویس داده شده را دربر نمی‌گیرد. این شهرها را می‌توان در نوشتار مربوط به هر فرودگاه یافت.
- FAA -  شناسه موقعیت فرودگاه بر پایه اطلاعات اداره هوانوردی فدرال (FAA).
- IATA - شماره اختصاص‌داده‌شده به فرودگاه توسط انجمن بین‌المللی حمل و نقل هوایی (IATA).  مواردی که این شناسه با شناسه مورد استفادهٔ اداره هوانوردی فدرال هماهنگ نیستند پررنگ شده‌اند.
- ICAO - نشان‌گر موقعیت اختصاص‌داده‌شده توسط سازمان بین‌المللی هوانوردی غیرنظامی (ایکائو).
- نام فرودگاه - نام رسمی فرودگاه. مواردی که به صورت پررنگ نشان داده شده‌اند بیانگر این هستند که فرودگاه برای شرکت‌های هواپیمایی تجاری، خدمات زمان‌بندی‌شده ارائه می‌کند.
- کاربری (Role) - یکی از موارد چهارگانه دسته‌بندی فرودگاهی اداره هوانوردی فدرال، که طبق گزارش ارائه‌شده در طرح ملی سامانه‌های فرودگاهی یک‌پارچه (NPIAS)،  بین سال‌های ۲۰۰۹-۲۰۱۳  شامل موارد زیر است:
  - P: خدمات تجاری - دست‌اول (Primary)  که شامل فرودگاه‌های دولتی‌ای است که خدمات مسافربری منظم ارائه می‌کنند و سالانه به بیش از ۱۰ هزار مسافر خدمات می‌دهند.

فرودگاه‌های دست‌اول توسط اداره هوانوردی فدرال به مراکز اصلی زیر طبقه‌بندی شده‌اند:
- -     - L: مرکز بزرگ که ۱% از کل مسافرت‌های هوایی ایالات متحده آمریکا (در طی یک سال) را دربرمی‌گیرد.
    - M: مرکز متوسط که برای ۰٫۲۵% از کل مسافرت‌های هوایی ایالات متحده آمریکا (در طی یک سال) در نظر گرفته شده‌است.
    - S: مرکز کوچک که برای ۰٫۰۵%  تا ۰٫۲۵% از کل مسافرت‌های هوایی ایالات متحده آمریکا (در طی یک سال) در نظر گرفته شده‌است.
    - N: مرکز نیست که برای  کمتر از ۰٫۰۵% از کل مسافرت‌های هوایی ایالات متحده آمریکا (در طی یک سال) در نظر گرفته شده‌است.

  - CS: خدمات تجاری - غیر دست‌اول که شامل فرودگاه‌های دولتی‌ای است که سالیانه حداقل به ۲۵۰۰ مسافر خدمات می‌دهند.
  - R: فرودگاه‌های کمکی که توسط اداره هوانوردی فدرال برای کاهش فشار بر فرودگاه‌های بزرگ و نیز افزایش دسترسی جامعه به خدمات هوایی ایجاد شده‌اند.
  - GA: فرودگاه‌های اختصاص یافته به هوانوردی عمومی، که بیشترین تعداد از فرودگاه‌های آمریکا را دربر می‌گیرند.
- Enpl - تعداد مسافرت‌های انجام شده در فرودگاه در طی سال ۲۰۰۸ (بر اساس آمار اداره هوانوردی فدرال)
- Airspace - دستهٔ (کلاس) حریم هوایی درنظرگرفته‌شده برای آن فرودگاه.(مقادیر داده‌شده در پرانتز بیانگر این هستند که فرودگاه در حریم هوایی یک فرودگاه دیگر واقع شده‌است و نیز آن حریم هوایی را نشان می‌دهند) به‌طور کلی، فرودگاه‌های دستهٔ B  شلوغ‌ترین فرودگاه‌ها هستند و بعد از آن‌ها به ترتیب دسته‌های C، D، E و G  قرار دارند.

| شهر                                   | شناسه موقعیت | یاتا | ایکائو | نام فرودگاه                                                        | کاربری | مسافر در سال |
| ------------------------------------- | ------------ | ---- | ------ | ------------------------------------------------------------------ | ------ | ------------ |
|                                       |              |      |        | Commercial service – primary airports                              |        |              |
| بالتیمور / نی، مریلند                 | BWI          | BWI  | KBWI   | فرودگاه بین‌المللی ثرگود مارشال بالتیمور واشینگتن                   | P-L    | ۱۰٬۸۴۸٬۶۳۳   |
| سولزبری، مریلند                       | SBY          | SBY  | KSBY   | فرودگاه منطقه‌ای سلیسبوری‌اوشن سیتی ویکمیکو                          | P-N    | ۶۵٬۴۸۹       |
| هیگرزتاون، مریلند                     | HGR          | HGR  | KHGR   | فرودگاه منطقه‌ای هگرزتاون (Richard A. Henson Field)                 | P-N    | ۱۰٬۶۶۵       |
|                                       |              |      |        | Reliever airports                                                  |        |              |
| بالتیمور / میدل ریور، مریلند          | MTN          | MTN  | KMTN   | فرودگاه مارتن استیت                                                | R      | ۱۳۹          |
| فردریک، مریلند                        | FDK          | FDK  | KFDK   | فرودگاه شهری فردریک (مریلند)                                       | R      | ۲۷           |
| گیترزبرگ، مریلند                      | GAI          | GAI  | KGAI   | محله هوایی مانتگامری کانتی                                         | R      | ۲۷           |
| ایندیان هد، مریلند                    | 2W5          |      |        | Maryland Airport                                                   | R      |              |
| ودنتون، مریلند / فرت مید، مریلند      | FME          | FME  | KFME   | فرودگاه تیپتن                                                      | R      | ۵            |
| وستمینستر، مریلند                     | DMW          |      | KDMW   | فرودگاه منطقه‌ای شهرستانکرل (Jack B. Poage Field)                   | R      | ۷            |
|                                       |              |      |        | General aviation airports                                          |        |              |
| کیمبریج، مریلند                       | CGE          | CGE  | KCGE   | فرودگاه کمبریج-دورچستر                                             | GA     |              |
| کالیج پارک، مریلند                    | CGS          | CGS  | KCGS   | فرودگاه کالیج پارک                                                 | GA     |              |
| کریسفیلد، مریلند                      | W41          |      |        | فرودگاه شهری کریسفیلد (Crisfield-Somerset Airport)                 | GA     |              |
| Cumberland / ویلی فرد، ویرجینیای غربی | CBE          | CBE  | KCBE   | فرودگاه محلی گریتر کامبرلند                                        | GA     |              |
| ایستن، مریلند                         | ESN          | ESN  | KESN   | فرودگاه مریلند (Newnam Field)                                      | GA     | ۷۷           |
| لوناردتوون، مریلند                    | 2W6          | LTW  |        | فرودگاه محلی شهرستان سینت ماری (was Capt. Walter F. Duke Regional) | GA     | ۱            |
| اووکلند، مریلند                       | 2G4          |      |        | فرودگاه شهرستان گریت                                               | GA     |              |
| اووشن، مریلند                         | OXB          | OCE  | KOXB   | فرودگاه اوشن مریلند سیتی                                           | GA     | ۱۴           |
| استونسویل، مریلند                     | W29          |      |        | فرودگاه بی بریج                                                    | GA     | ۳            |
|                                       |              |      |        | Other public-use airports (not listed in NPIAS)                    |        |              |
| آناپولیس / Edgewater                  | ANP          | ANP  | KANP   | فرودگاه لی                                                         |        | ۱            |
| بالتیمور                              | W48          |      |        | پارک هوایی اسیکس                                                   |        |              |
| بالتیمور                              | 4MD          |      |        | Pier 7 Heliport                                                    |        |              |
| Churchville                           | 0W3          |      |        | فرودگاه شهرستان هارفورد                                            |        |              |
| کلینتن، مریلند                        | W32          |      |        | فرودگاه واشنگتن اکسکیوتیو (Hyde Field)                             |        |              |
| Cumberland                            | 1W3          |      |        | فرودگاه مکزیکو فارمز                                               |        |              |
| الدرسبورگ، مریلند                     | 1W5          |      |        | Hoby Wolf Airport                                                  |        |              |
| الکتون، مریلند                        | 58M          |      |        | Cecil County Airport                                               |        |              |
| فالستون، مریلند                       | W42          |      |        | Fallston Airport                                                   |        |              |
| فرندلی، مریلند                        | VKX          |      | KVKX   | فرودگاه صحرایی پوتوماک                                             |        |              |
| هور دا گریس، مریلند                   | M06          |      |        | پایگاه آب‌نشین لو اور                                               |        |              |
| لرل، مریلند                           | W18          |      |        | فرودگاه سوبربن                                                     |        | ۶            |
| لایتونسویل، مریلند                    | W50          |      |        | Davis Airport                                                      |        |              |
| Massey                                | MD1          |      |        | Massey Aerodrome                                                   |        |              |
| میتچلویل، مریلند                      | W00          |      |        | فرودگاه فری‌وی                                                      |        |              |
| ریدگلی، مریلند                        | RJD          |      | KRJD   | Ridgely Airpark                                                    |        |              |
| سولزبری، مریلند                       | 1N5          |      |        | Bennett Airport                                                    |        |              |
| استونسویل، مریلند                     | 3W3          |      |        | Kentmorr Airpark                                                   |        |              |
| وستمینستر، مریلند                     | 2W2          |      |        | محله هوایی کلیرویو                                                 |        |              |
|                                       |              |      |        | Other military airports                                            |        |              |
| آبردین پروو گراوند، مریلند            | APG          | APG  | KAPG   | فرودگاه صحرایی فیلیپس                                              |        | ۳۳           |
| آبردین پروو گراوند، مریلند            | EDG          | EDG  | KEDG   | Weide Army Airfield                                                |        |              |
| کمپ اسپرینگز، مریلند                  | ADW          | ADW  | KADW   | پایگاه شکاری اندروز                                                |        | ۵٬۳۱۶        |
| Patuxent River                        | NHK          | NHK  | KNHK   | پایگاه هوایی رودخانه پاتوکسنت (Trapnell Field)                     |        | ۱۲۰          |
| St. Inigoes                           | NUI          |      | KNUI   | NOLF Webster                                                       |        |              |
|                                       |              |      |        | Notable former airports                                            |        |              |
| پری هل، مریلند                        | 1W2          |      |        | Baltimore Airpark (closed 2001)                                    |        |              |

پانویس:
1. ↑  Hagerstown Regional is listed as general aviation in the 2011–2015 NPIAS (based on enplanements in 2008), but is commercial service – primary based on enplanements in 2009 and 2010.